# Adalberón II de Metz
Adalbéron II de Metz nació hacia 958, murió el 14 de diciembre del 1005 fue obispo de Verdún y después obispo de Metz de 984 a 1005.
Era hijo de Federico I de Ardennes, conde de Bar y duque de Lotaringia y de Beatriz de Francia, hermana de Hugo Capeto.
Estudió en el monasterio de Gorze, se le propuso para suceder al obispo de Verdún, Wigfrid de Verdún. Hugo fue elegido, pero renunció a la silla episcopal al cabo de un año, y Adalbéron se convirtió en obispo de Verdún; la muerte de Thierry I de Metz el 7 de septiembre de 984 le impidió ser consagrado. El mismo año, el 16 de octubre de 984, fue elegido obispo de Metz y deja Verdún a uno de sus primos, Adalberón II. 
Tuvo como adjuntor a su sucesor Thierry de Luxembourg.
En Metz, favoreció la reforma monástica en su diócesis, refuerza la influencia de Cluny en Lorena llamando, entre otros a Guillaume de Volpiano, y sostuvo al emperador Enrique II.
Murió el 14 de diciembre de 1005. Fue enterrado en la Abadía de Saint-Symphorien de Metz.

## Traducción
- Esta obra contiene una traducción  derivada de «Adalbéron II de Metz» de Wikipedia en francés, publicada por sus editores bajo la Licencia de documentación libre de GNU y la Licencia Creative Commons Atribución-CompartirIgual 4.0 Internacional.

- Datos: Q347158